# メコール・ハードマン
キャリー・メコール・ハードマン・ジュニア（Carey Mecole Hardman Jr., 1998年3月12日 - ）は、アメリカ合衆国ジョージア州ボウマン出身のプロアメリカンフットボール選手。NFLのグリーンベイ・パッカーズに所属している。ポジションはワイドレシーバーまたはリターンスペシャリスト。

## 経歴

### カレッジ
ジョージア大学ではワイドレシーバー兼リターンスペシャリストとしてプレーし、2年目の2017年シーズンにはCFPナショナルチャンピオンシップに進出したが、アラバマ大学に敗れた。
2018年シーズン終了後、2019年のNFLドラフトにアーリーエントリーした。

### カンザスシティ・チーフス
ドラフト全体56位でカンザスシティ・チーフスから指名され、その後ルーキー契約を結んだ。
2019年シーズンは26レシーブ、538レシーブ獲得ヤード、6つのレシービングTDに加え、キックで704リターン獲得ヤードを記録。キックリターナーとしてプロボウル、オールプロセカンドチームに選出された。プレーオフではスーパーボウルに進出し、サンフランシスコ・49ersと対戦。3度のキックで合計58リターン獲得ヤードを記録し、チームも勝利した。
2020年シーズンのプレーオフ、AFCチャンピオンシップゲームのバッファロー・ビルズ戦ではパントリターンを落球するミスがあったが、その後レシービングTDを記録し、チームは勝利。2年連続でスーパーボウルに出場したが、タンパベイ・バッカニアーズに敗れた。
2022年シーズン、第7週の49ers戦で32レシーブ獲得ヤード、1つのレシービングTDに加え、28ラン獲得ヤード、2つのラッシングTDを記録。スーパーボウルが始まって以降、1試合で1つのレシービングTDと2つのラッシングTDを記録した史上初のワイドレシーバーとなった。その後第9週に腹部を痛めて長期離脱し、プレーオフのAFCチャンピオンシップゲームで復帰したが、再び腹部を痛めて離脱したことでスーパーボウルは欠場した。

### ニューヨーク・ジェッツ
2023年3月23日にニューヨーク・ジェッツと1年契約を結んだ。

### チーフス復帰
2023年10月18日に2025年のドラフト6巡目指名権、7巡目指名権とのトレードで、古巣のチーフスへ移籍した。49ersとの再戦となった第58回スーパーボウルでは、19-22で迎えた延長戦終了間際にパトリック・マホームズからのタッチダウンパスを掴んで25-22の逆転勝利を導き、連覇を達成した。
2024年6月7日、チーフスと再契約を結んだ。

### グリーンベイ・パッカーズ
2025年3月18日、グリーンベイ・パッカーズと1年契約を結んだ。